# ماریو دا پوزو
ماریو دا پوزو (انگلیسی: Mario Da Pozzo؛ زادهٔ ۹ ژوئیهٔ ۱۹۳۹) بازیکن فوتبال اهل ایتالیا است.
از باشگاه‌هایی که در آن بازی کرده‌است می‌توان به باشگاه فوتبال اینتر میلان، باشگاه فوتبال هلاس ورونا، باشگاه فوتبال جنوآ، باشگاه فوتبال ناپولی، و باشگاه فوتبال وارزه اشاره کرد.